# Metacylicolaimus effilatus
Metacylicolaimus effilatus är en rundmaskart som beskrevs av Stekhoven 1946. Metacylicolaimus effilatus ingår i släktet Metacylicolaimus och familjen Leptosomatidae. Arten är reproducerande i Sverige. Inga underarter finns listade i Catalogue of Life.